# Joseph Aubanel
Pour les articles homonymes, voir Aubanel.
Joseph Aubanel, né à Avignon le 18 novembre 1816 et mort à Pierrerue (Alpes-de-Haute-Provence) le 15 janvier 1879, est un peintre français, frère du poète Théodore Aubanel.